# Alajos Hauszmann
Alajos Hauszmann (en húngaro: Hauszmann Alajos, Buda, 9 de junio de 1847-Velence, 31 de julio de 1926) fue un arquitecto y profesor húngaro, miembro de la Academia Húngara de Ciencias. Con su labor docente tuvo una influencia significativa en los arquitectos húngaros de finales del siglo XIX e inicios del XX.
Fue uno de los representantes más activos y característicos del historicismo en la arquitectura húngara. En sus primeras obras utilizó rasgos estilísticos del neorrenacimiento y luego del neobarroco, que más tarde combinó con elementos del art nouveau. El gobierno húngaro lo envió a la Exposición Universal de París.
Fue el diseñador de muchos edificios monumentales y característicos de la época en Budapest (palacio de Justiciay castillo de Buda), también edificios residenciales (Palacio de Nueva York, mansión  Batthyány)  casas privadas y villas (mansión Nádasdy). Sus actividades se extendieron también a provincias(Fiume: palacio del gobernador, Szombathely: ayuntamiento y teatro, numerosos castillos).

## Biografía

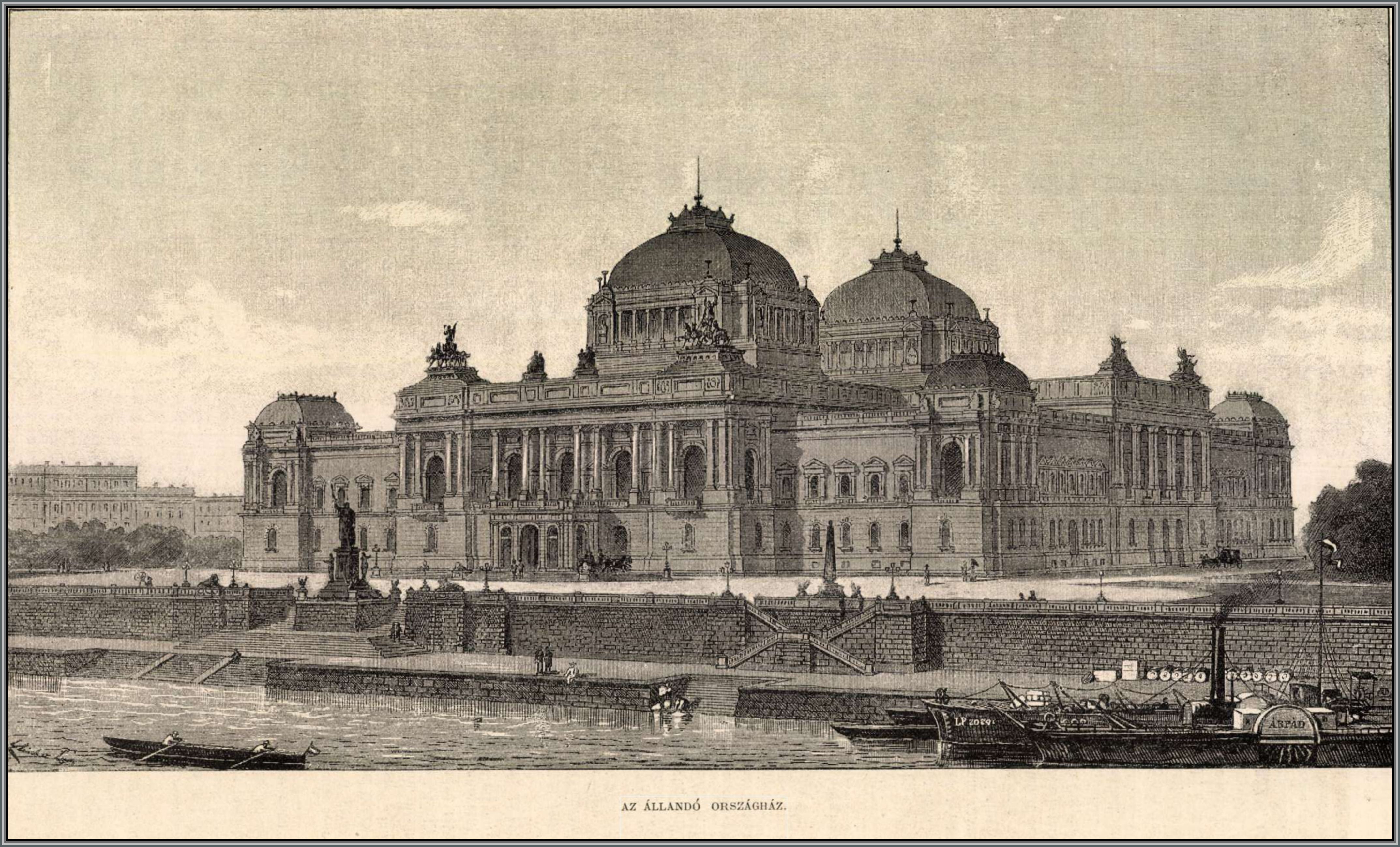
Propuesta para el concurso para el edificio del Parlamento (1883). Se recibieron 19 propuestas y se otorgaron cuatro primeros premios. Finalmente se hizo el proyecto neogótico de Imre Steindl.

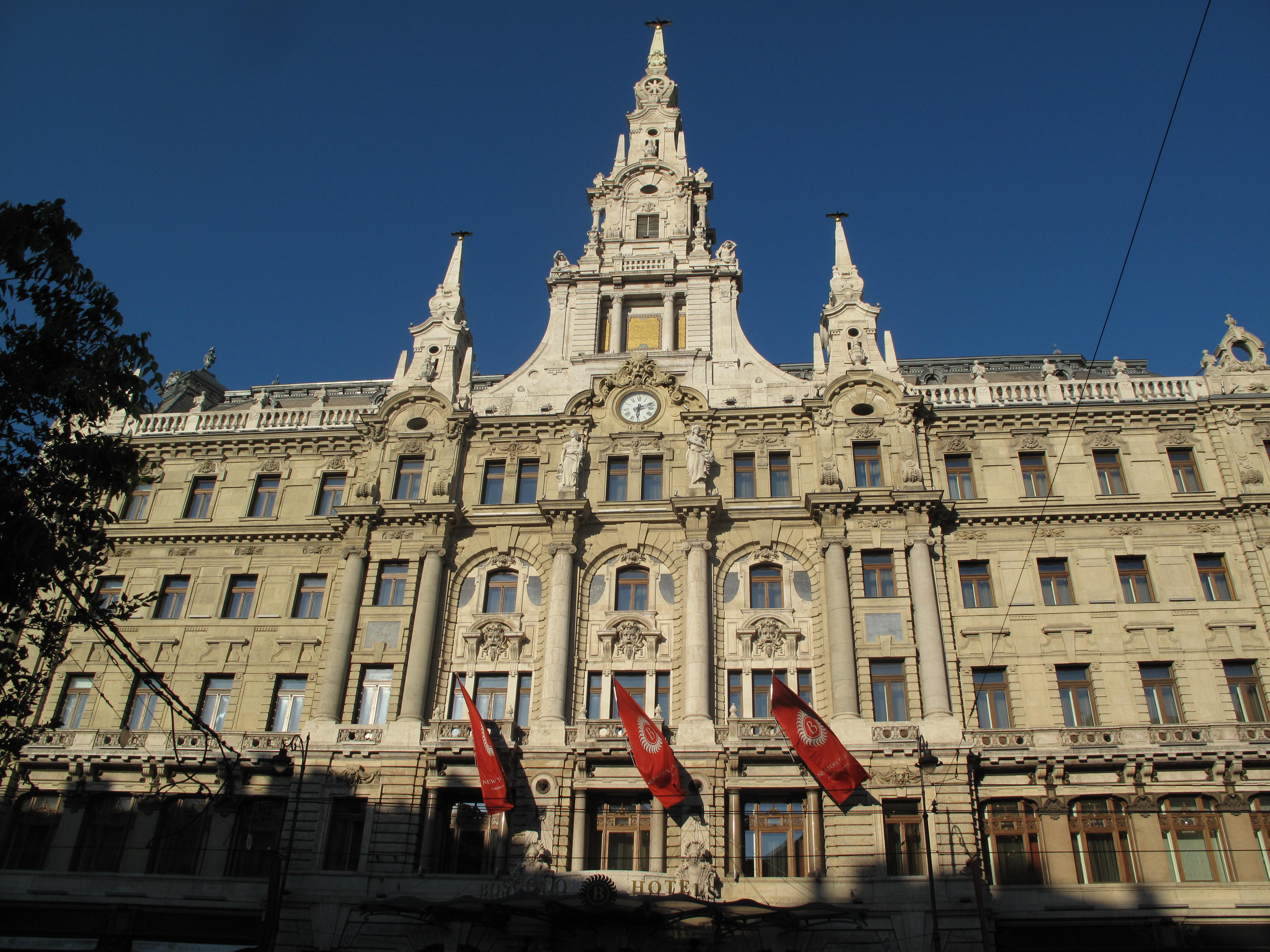
Detalle de la fachada del Palacio de Nueva York (1890-1894)

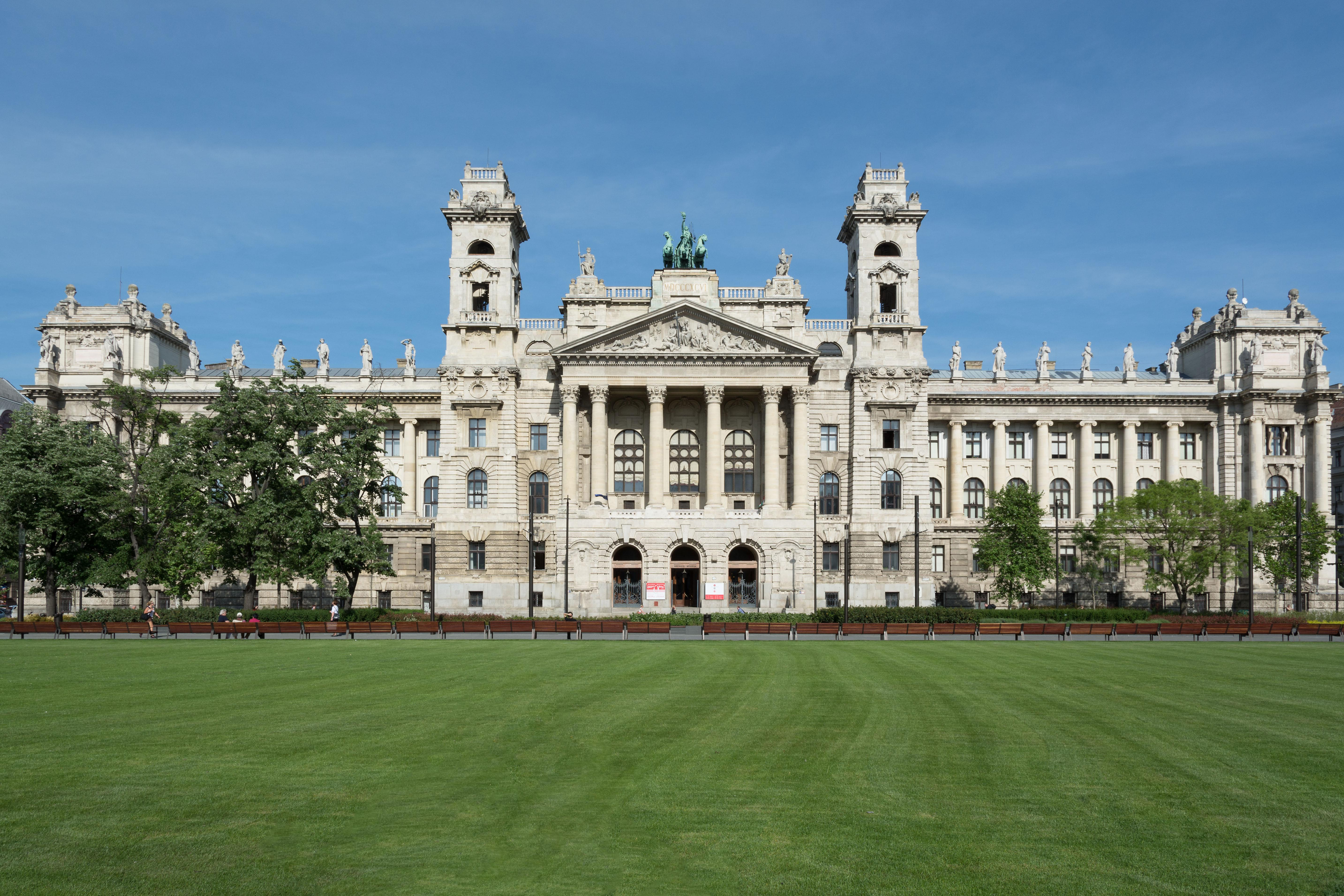
Fachada principal del Palacio de Justicia (1893-1896), antiguo Museo Etnográfico

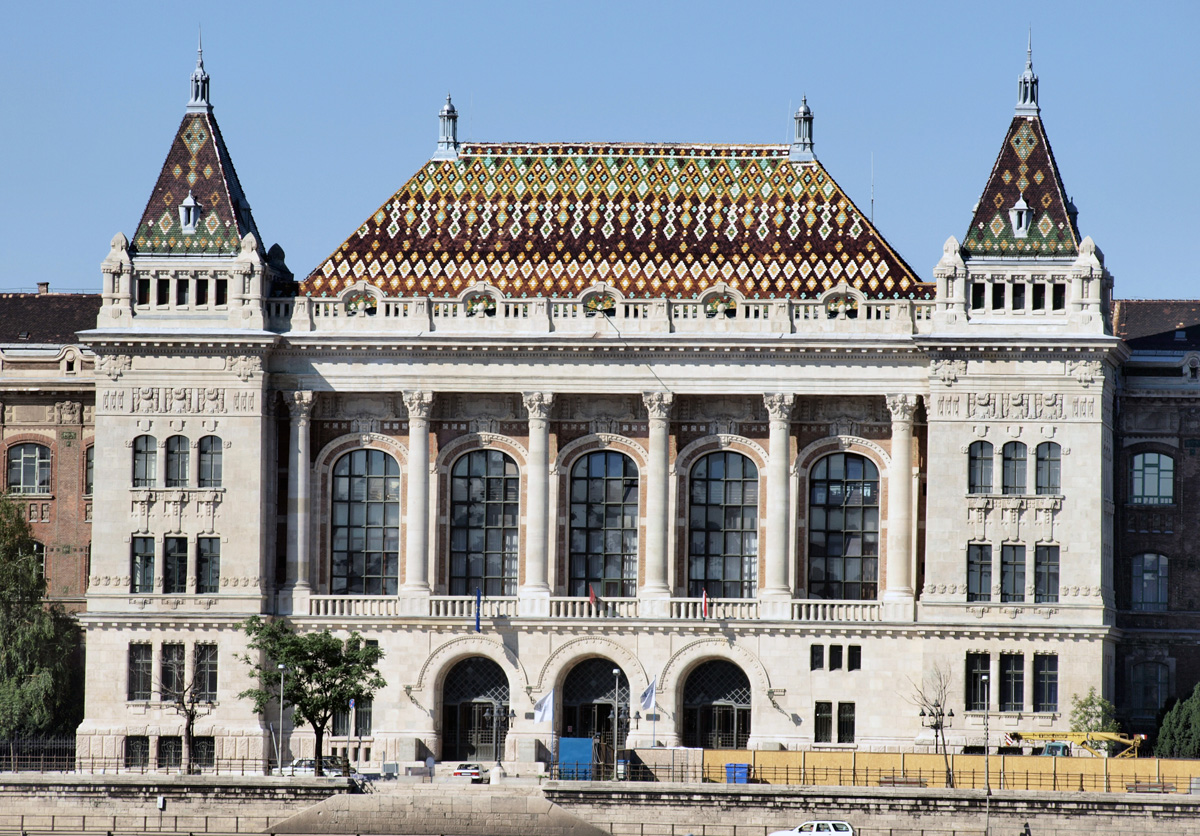
Edificio Central de la Universidad Técnica

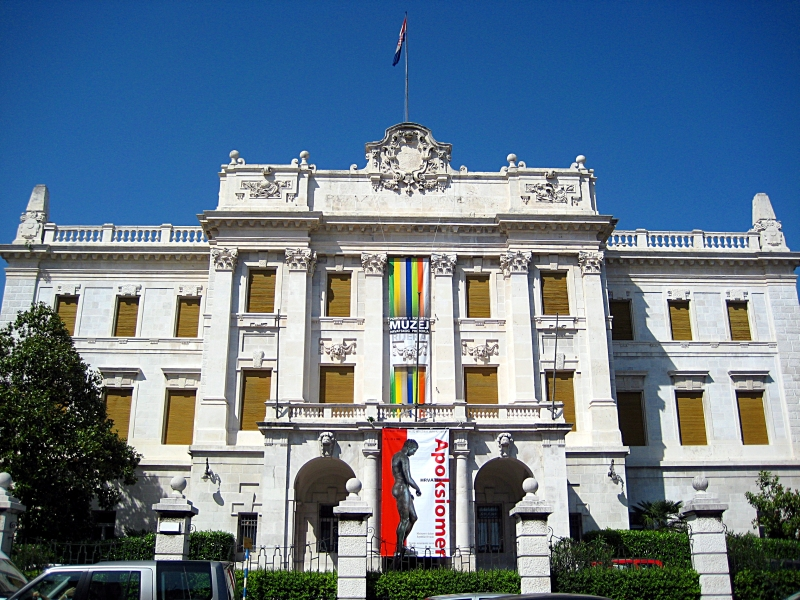
Palacio del Gobernador (1893-1897), Fiume (hoy Croacia)

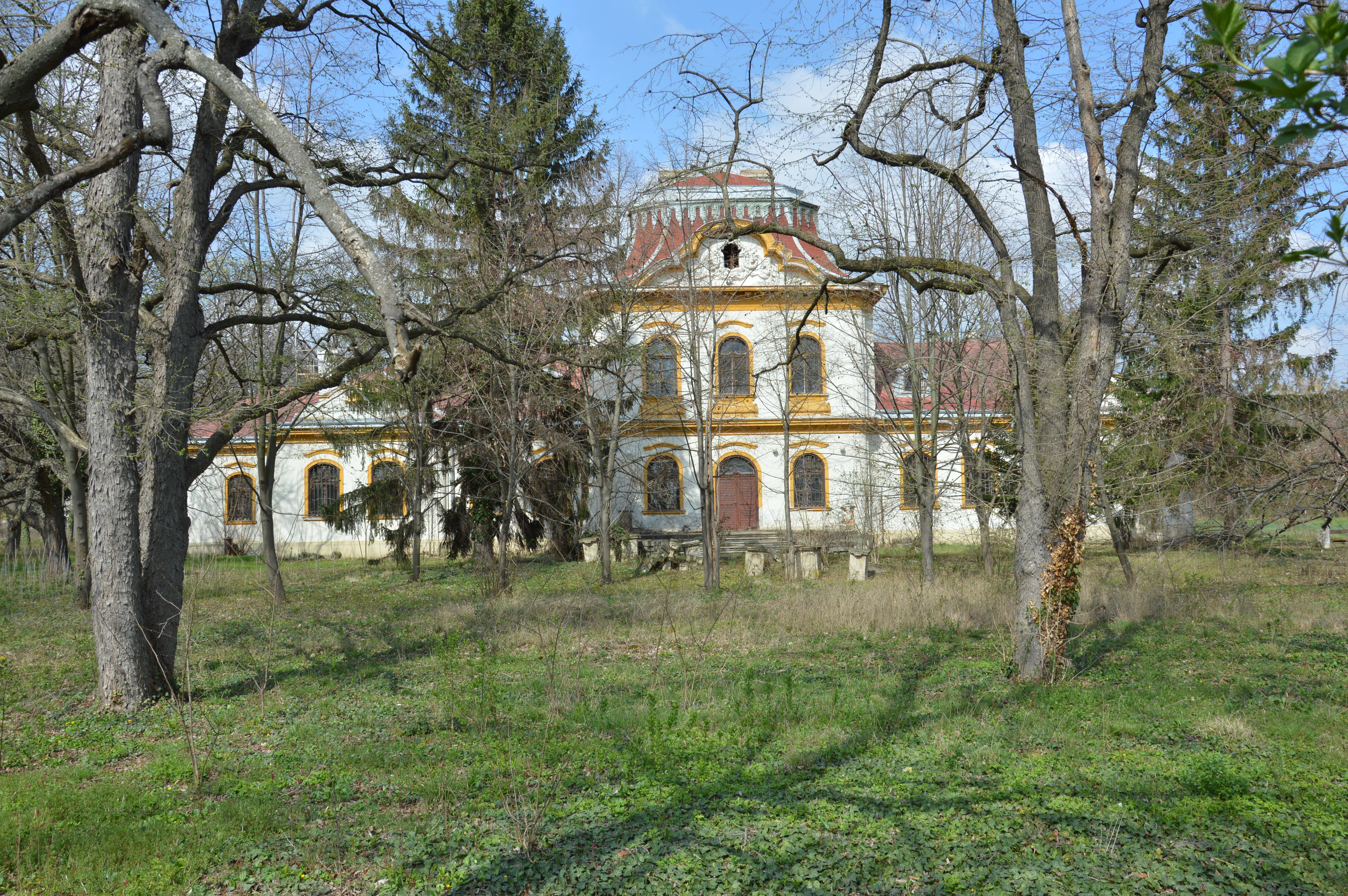
Mansión Hauszmann–Gschwind (1891), Velence, adquirida en 1910 por Hauszmann; contrariamente a lo que se creía, Hauszmann no reconstruyó el castillo, sino que conservó el edificio con la fachada principal clasicista y la fachada del jardín barroca, que fue utilizada principalmente por su hijo Jenő, a quien en 1918 le regaló el castillo.

Alajos Hauszmann nació el 9 de junio de 1847 en Buda  en una familia de ascendencia bávara, segundo hijo de Ferenc Hauszmann y Anna Maár (1819-1905). Sus hermanos fueron Hermina (1845-1929), Ferenc (1850-1918) y Kornélia (1854-1937). Estudió pintura a partir de 1861, para luego convertirse en «aprendiz de albañil» (kőmívestanulónak). En 1864 completó su educación secundaria y se matriculó en la Universidad Tecnológica de Budapest. A partir de 1866 estudió arquitectura en la Academia de arquitectura de Berlín, donde pasó tres años, junto con Ödön Lechner y Gyula Pártos.
En 1868 fue nombrado profesor asistente en la Universidad Técnica en el departamento de Antal Szkalnitzky, y en 1872 pasó a ser profesor titular. Trabajó como profesor en la Universidad Tecnológica durante 42 años, ocupando posteriormente los cargos de decano y rector. Entre 1869 y 1870 estudió arte renacentista en un viaje de estudios a Italia y, al regresar a su país, construyó el cuartel de la Cruz Roja, que en Austria y Suiza se conoció como el cuartel Hauszmann. En 1891 fue nombrado director de obras del castillo real y en 1906 recibió la Gran Cruz de la Orden de Francisco José.
Tras su jubilación en 1912, en 1913 creó una fundación para jóvenes arquitectos graduados de la Universidad Técnica y, en 1914, realizó un largo viaje a Egipto y Tierra Santa. En 1918, recibió un título nobiliario del rey Carlos IV. Su casa fue confiscada durante la etapa de la República Soviética de Hungría. En 1924 fue elegido miembro honorario de la Academia Húngara de Ciencias. Su obra fue galardonada con la Orden del Mérito Pro Litteris et Artibus y la Orden de la Corona de Hierro. Fue condecorado con la primera clase de la Orden de Leopoldo de Bélgica. Fue ciudadano honorario de la ciudad de Szombathely y doctor honoris causa de la Universidad Tecnológica.
Su esposa fue Mariette Senior, a quien conoció en Berlín, y se casaron en 1874. Su hija, Gizella Hauszmann, se casó en 1899 con el arquitecto Dezső Hültl.
El 10 de marzo de 1918 el rey Carlos IV de Hungría le concedió la nobleza y el apellido nobiliario de velencei ('velenciano', natural de Velence).
Murió el 31 de julio de 1926, en Velence. Fue enterrado en el cementerio de la calle Fiumei en Budapest (1-1-10/4). Su lápida fue obra del arquitecto Dezső Hültl y del escultor Viktor Vass.

## Reconocimientos
- Por su trabajo recibió póstumamente el Premio del Patrimonio Húngaro en septiembre de 2011[9]
- El asteroide 552727 Hauszmann lleva su nombre desde 2024.[10]

## Obras

### Proyectos y edificios
- 1870: Budapest, Teatro Alemán (incendiado en 1890);
- 1870: Budapest, quiosco de la plaza Erzsébet (destruido);
- 1871-1872: Budapest, palacio de los Espejos (destruido);
- 1872-1873: Budapest, edificio de apartamentos del bulevar Mendl István József;[11]
- 1873-1874: Budapest, edificio residencial de la calle Akácfa, diseñado por István Mendl;[12]
- 1874-1875: Budapest, palacio de Coburgo (destruido);
- 1876: Gyoma, Iglesia del Corazón de Jesús;
- 1876-1878: Székesfehérvár, castillo de Kégl;
- 1877-1878: Szombathely, Ayuntamiento y teatro (destruido);
- 1878. Balatonfüred, Club Náutico Stefania;
- 1878-1879: Budapest, palacio Kégl;
- 1878-1880: Budapest, Hospital de San Esteban;
- 1881: Herény, reconstrucción del castillo de San Gotardo;
- 1881-1883: Szombathely, Banco Austrohúngaro;
- 1882.1883: Edificio del Parlamento de Budapest (fue un proyecto primer premio, no se construyó);
- 1882-1884: Budapest, Hospital Elizabeth de la Cruz Roja;
- 1883-1884: Budapest, Escuela Superior de Formación de Profesores;
- 1883-1884: Budapest, Escuela Secundaria Superior Pest;[13]
- 1884: Budapest, Instituto de Formación de Profesores de Budapest;
- 1884: Budapest, Abadía escocesa (destruida);
- 1884-1885: Nádasdladány, reconstrucción del castillo de Nádasdy y su capilla;
- 1884-1885: Budapest, palacio Batthyány;
- 1884-1886: Sopron, escuela secundaria para niñas;
- 1884-1889: Kolozsvár, Instituto Universitario de Anatomía;
- 1886: Kolozsvár, Instituto Universitario de Ciencias de la Salud Pública;
- 1886: Budapest, Instituto Estatal de Educación de Maestros y Mujeres;
- 1886-1887: Budapest, Instituto de Medicina Forense;
- 1887-1889. Budapest, edificio de la Compañía de Ferrocarriles del Norte, hoy casa en la calle Hunyadi János 3;
- 1887-1889. Budapest, Escuela Superior Industrial Estatal;
- 1888-1890: Budapest, Palacio de Justicia y prisión de Budapest;
- 1889-1890. Budapest, edificio de oficinas;
- 1890: Rátót, castillo de Széll Kálmán;
- 1890-1894: Nitra, Hospital del condado de Nitra;
- 1891-1905. Budapest, Castillo de Buda;
- 1891: Budapest, Casa Haussmann;
- 1890-1894: Budapest, Palacio de Nueva York;
- 1893: Kolozsvár, Hospital público de Cluj-Napoca;
- 1893-1896: Budapest, Palacio de Justicia de Hungría (Curia Real);
- 1893-1897: Fiume, palacio del Gobernador (hoy Croacia);
- 1896-1897: Departamento de Bomberos de la Universidad Semmelweis Calle II. No. Clínica Pediátrica;
- 1896: Budapest, palacio alquilado por las hijas de György Kegl (Döbrentei u. 8.);
- 1901: Budapest, Escuela de equitación en el castillo[14] (destruida en 1945, reconstruida entre 2016 y 2020(;
- 1902-1909: Budapest, Real Universidad Tecnológica Húngara Joseph, Edificio Central;
- 1903: Budapest, Guardia principal en el castillo[14] (destruido en 1945, reconstruido entre 2016 y 2020);
- 1910: Budapest, Teatro Nacional (no construido);
- 1911: Budapest, edificio de apartamentos del conde Endre Csekonics calle Veres Pálné 28;[15]

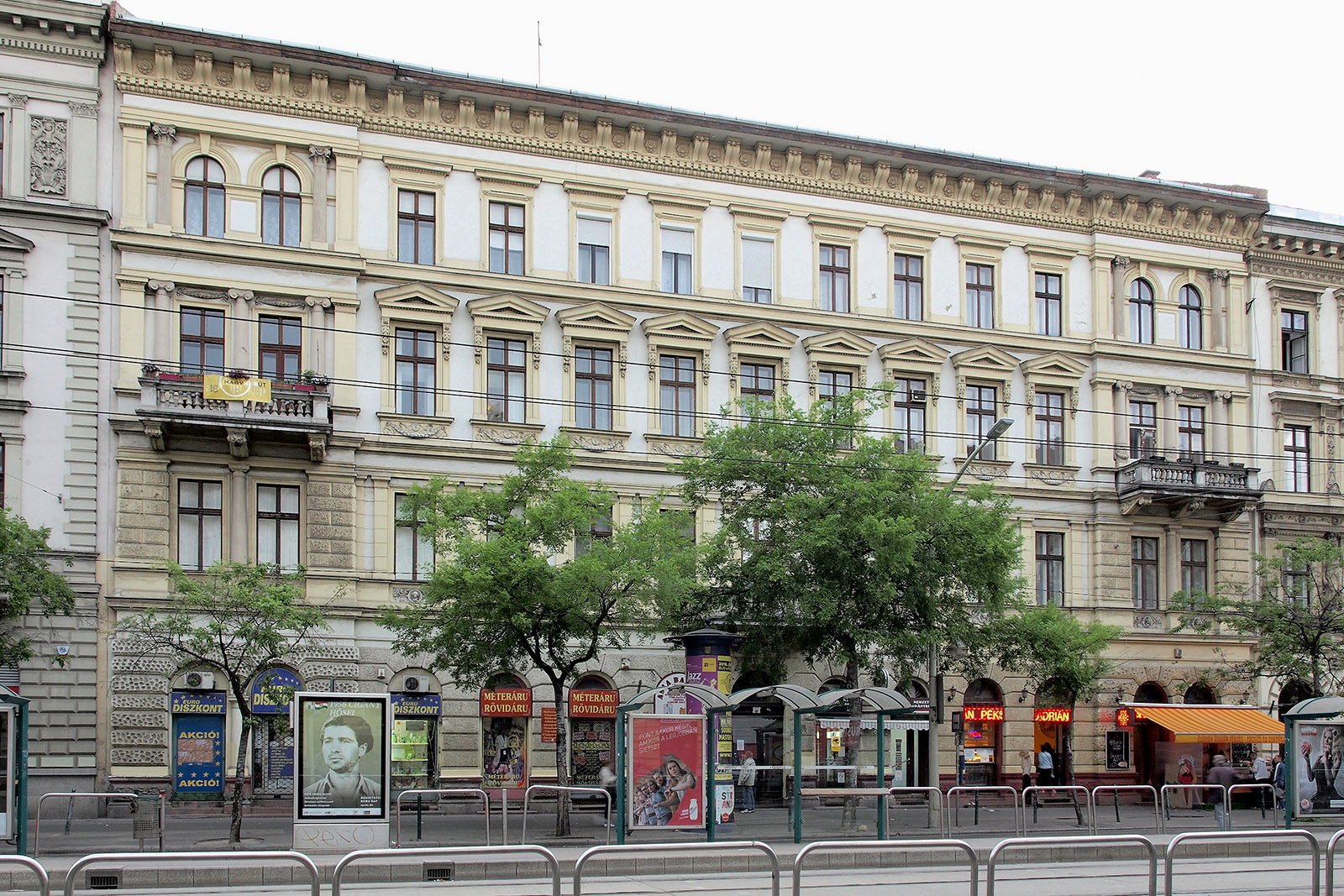
Edificio residencial József körút (1872-1873) Distrito VIII, Budapest
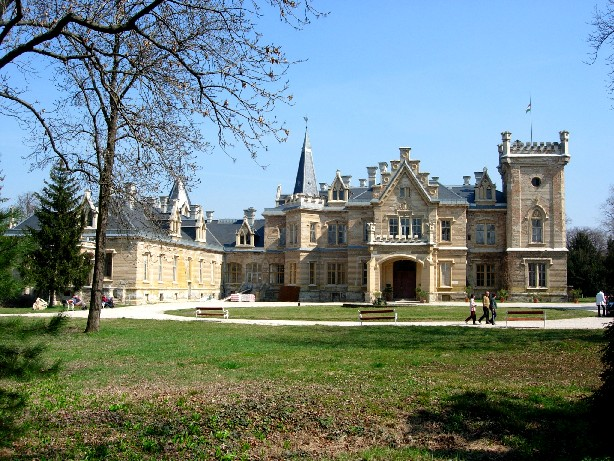
Mansión Nádasdy (1873-1876), diseñada junto con István Linzbauer
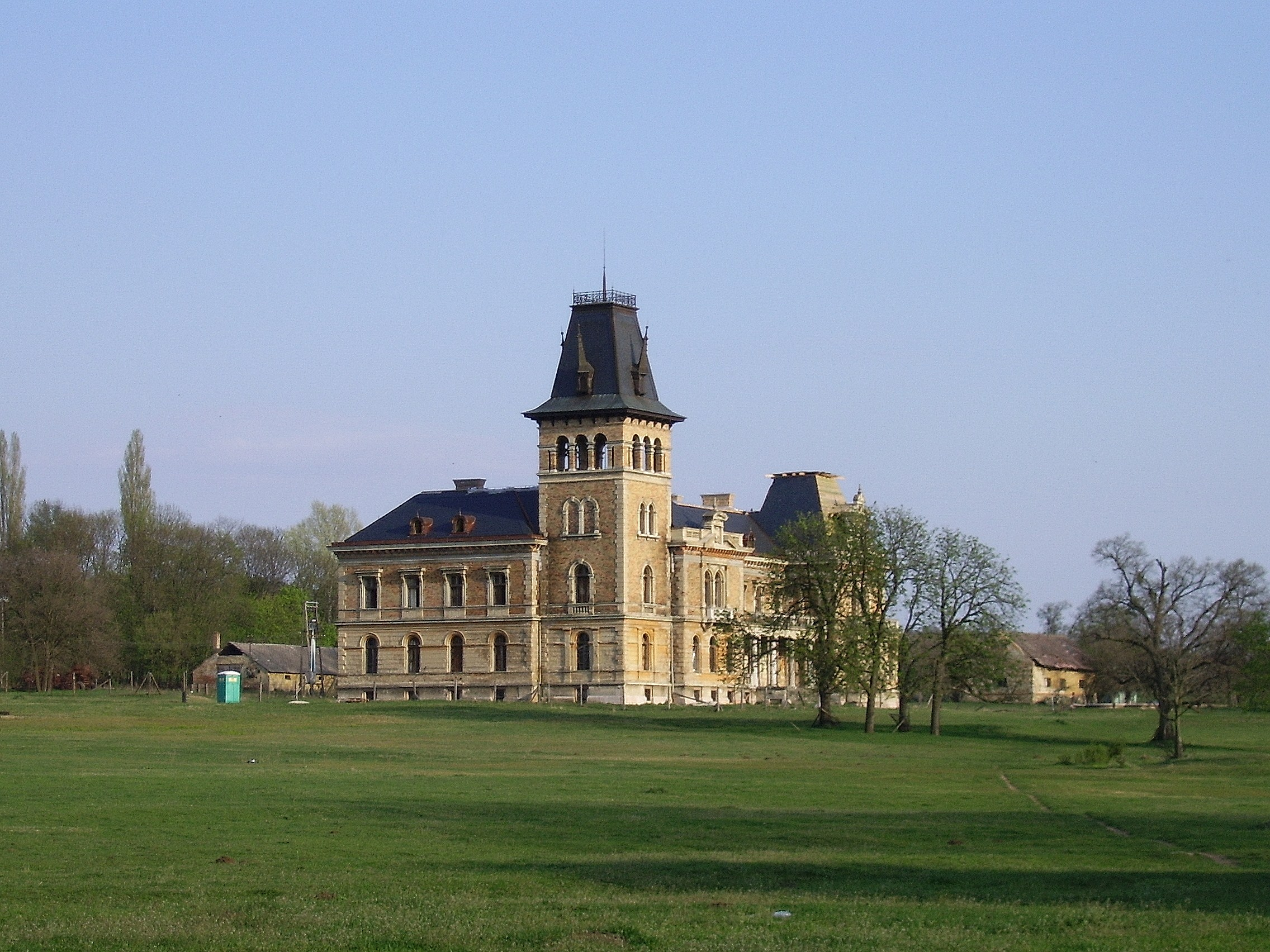
Castillo de Kégl (1876-1878), en Székesfehérvár
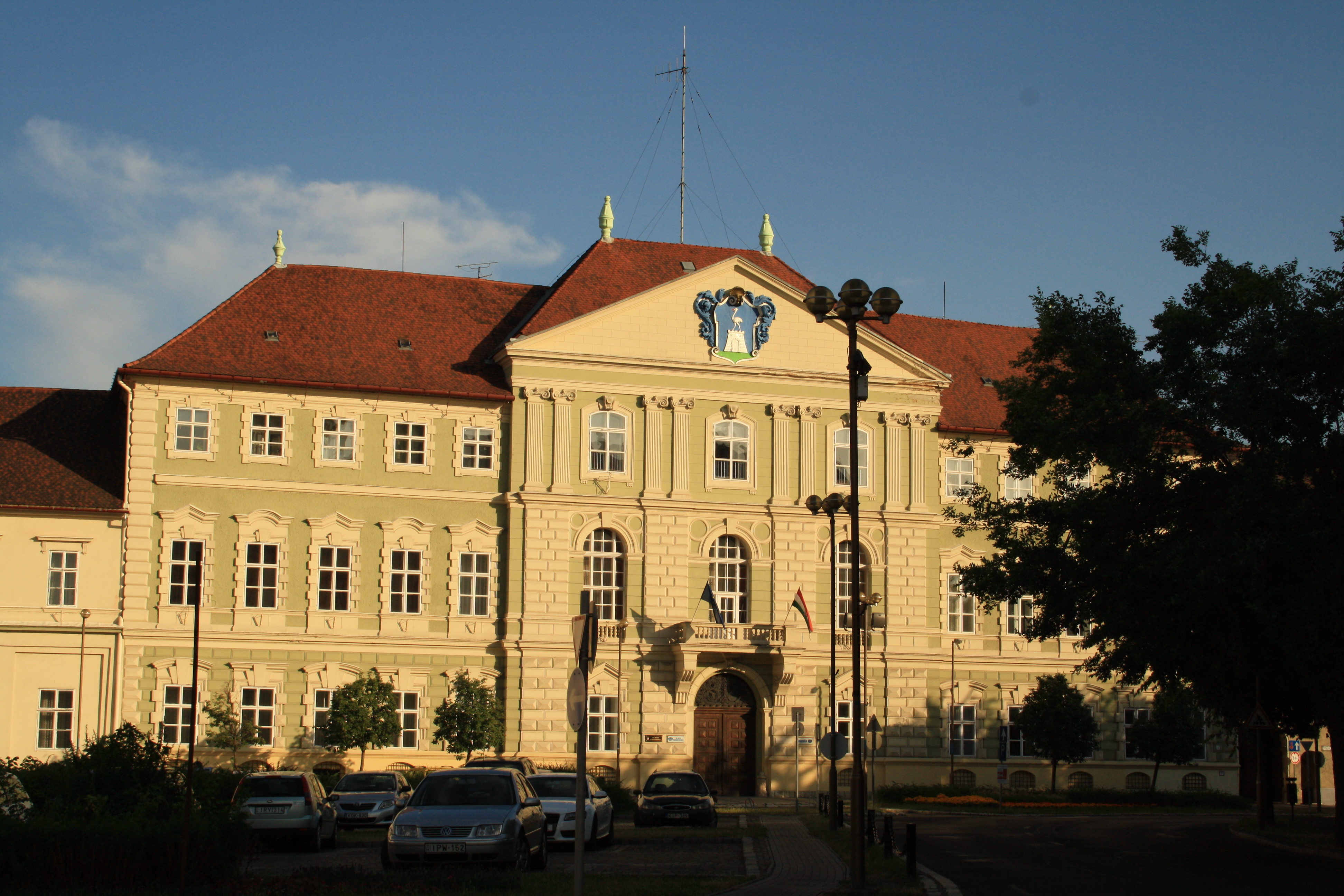
Ayuntamieto de Szombathely (1877-1878)
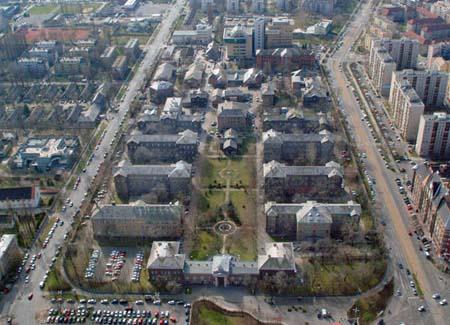
Hospital San Esteban (1878-1880), Budapest
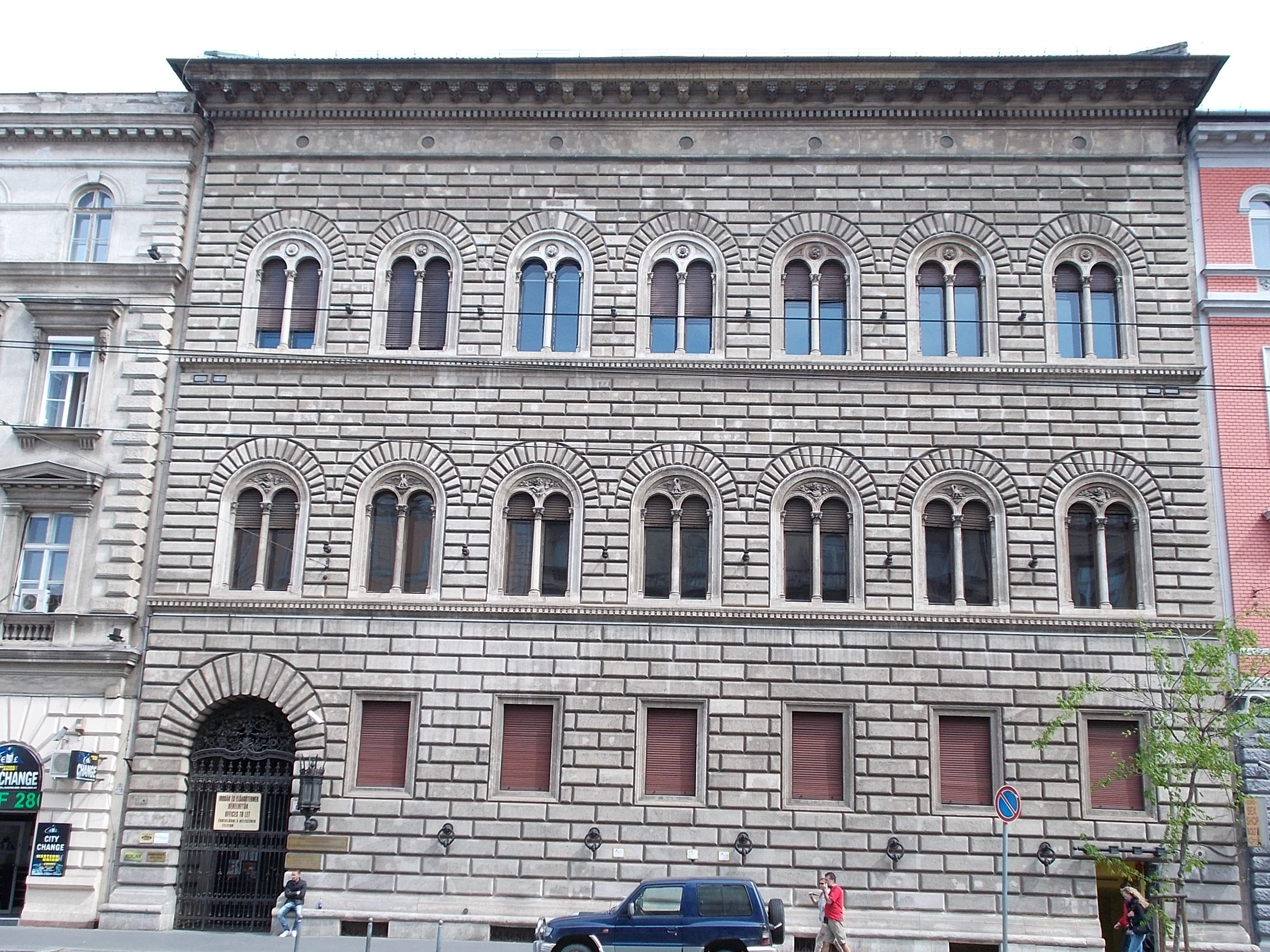
Mansion Batthyány (1887), Budapest
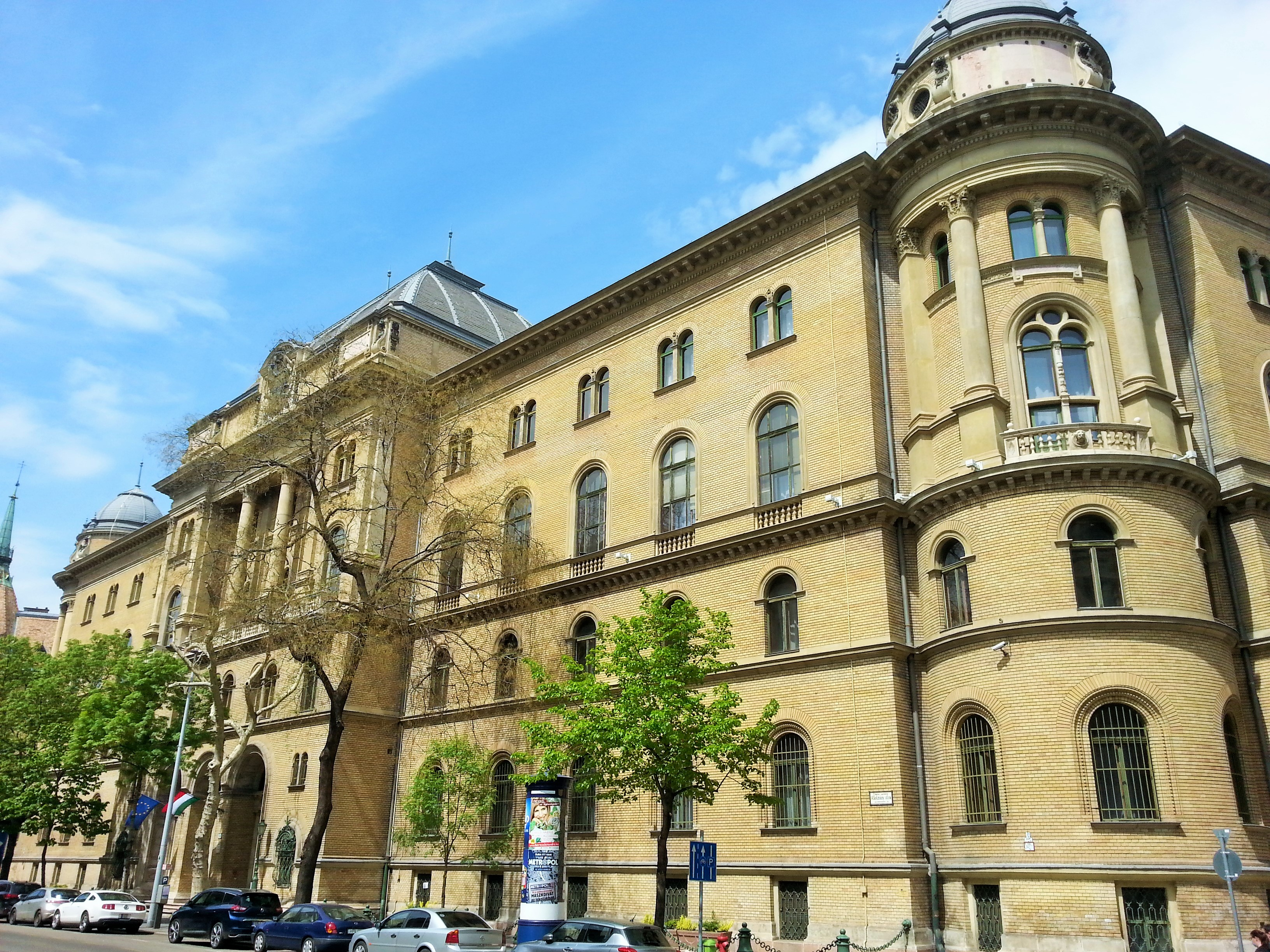
Palacio de Justicia de Budapest (1888-1890) (Törvényszéki palota)
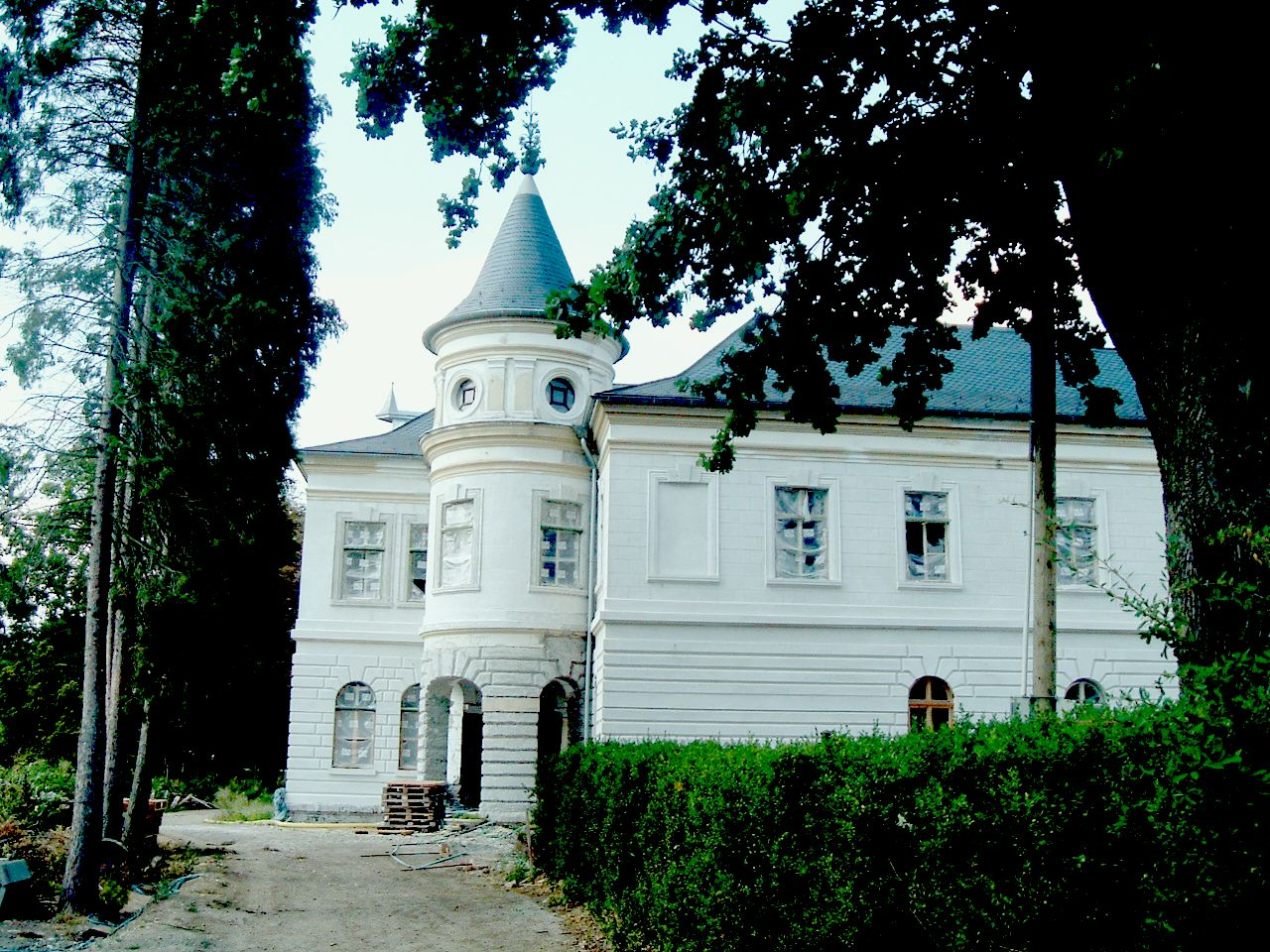
Castillo Széll (1890) Rátót
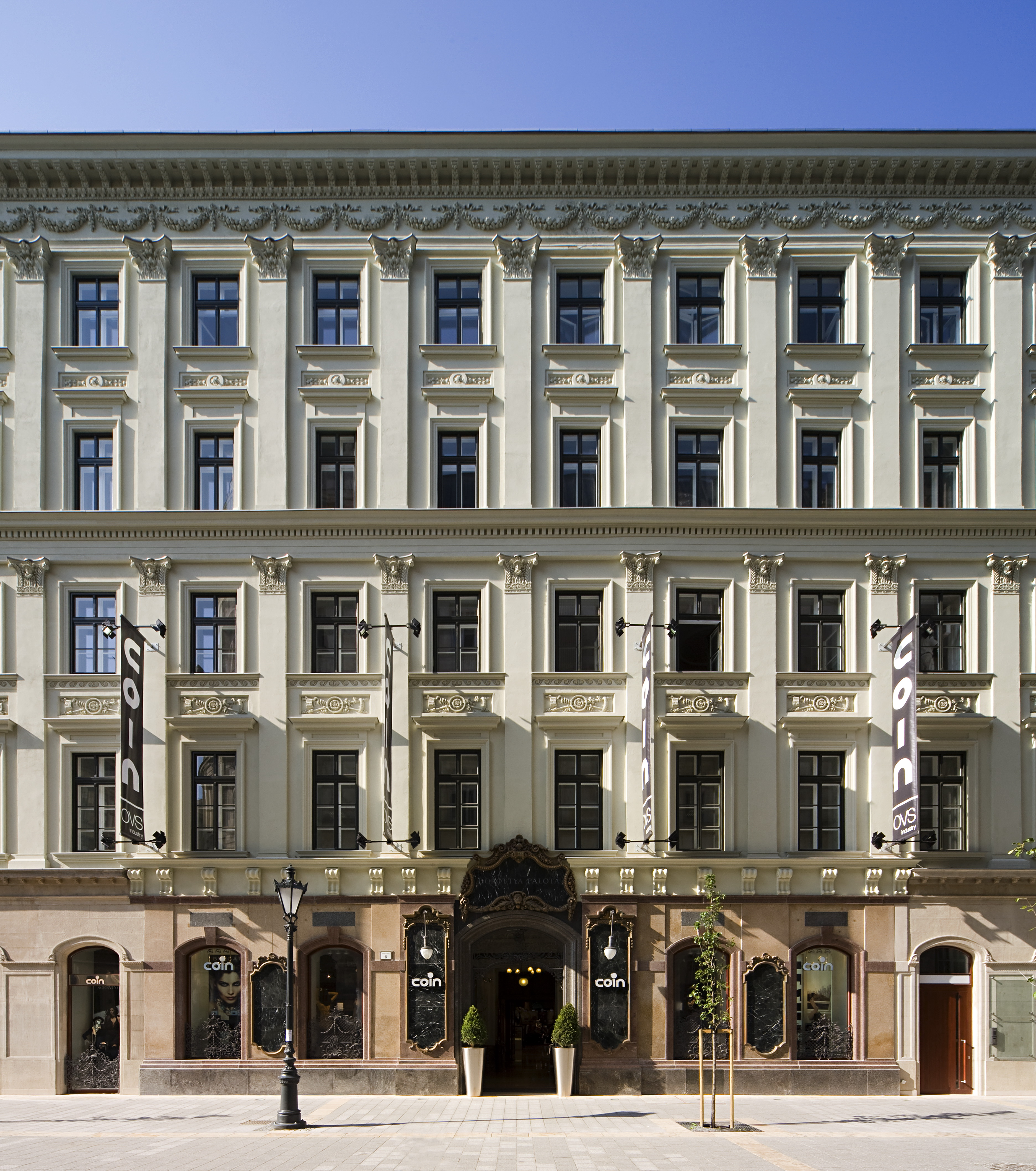
Palazzo Dorottya (1893), remodelado por Hauszmann
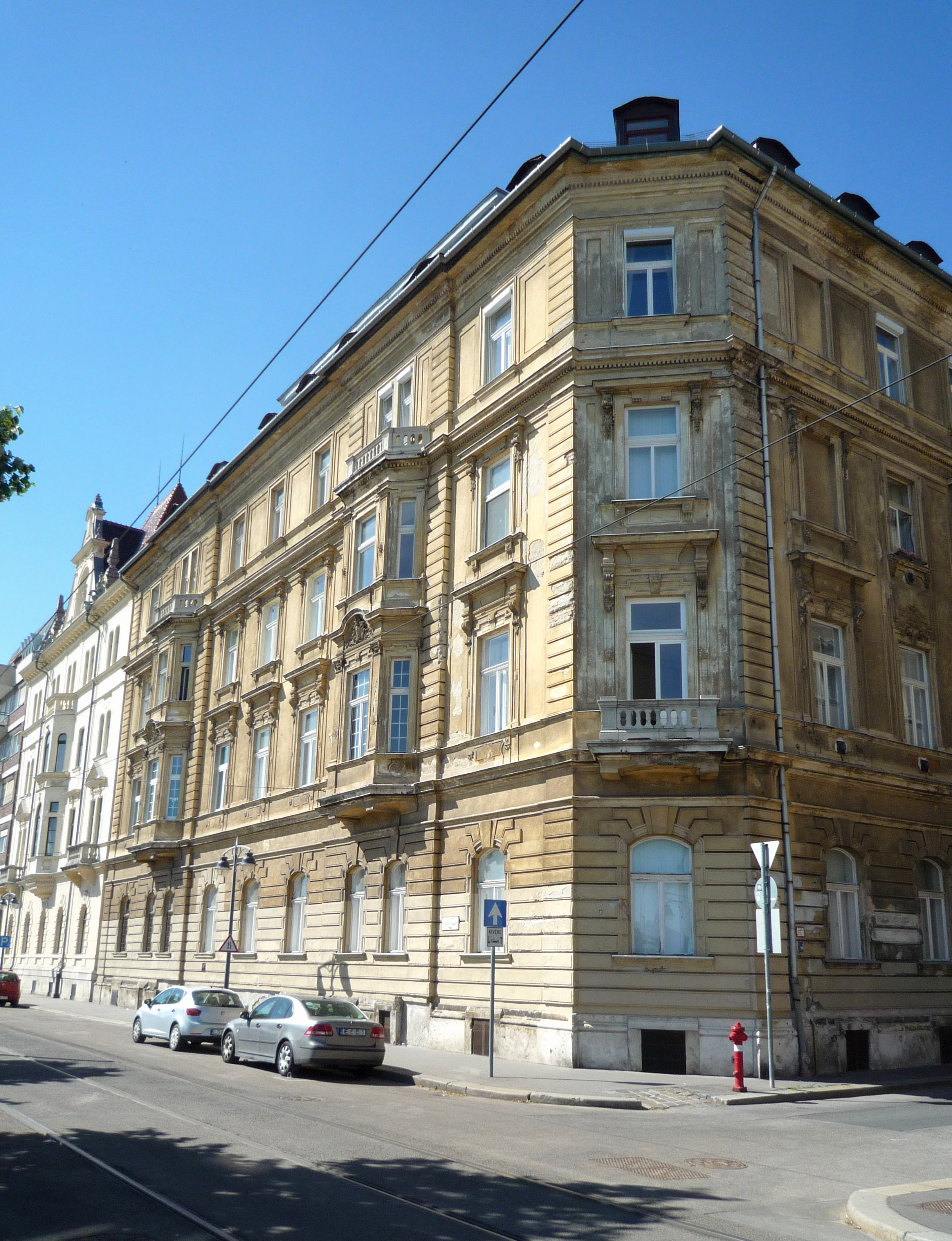
Casa en la esquina de la orilla del Danubio, calle Döbrentei 8

### Escritos
Algunos de sus escritos son:

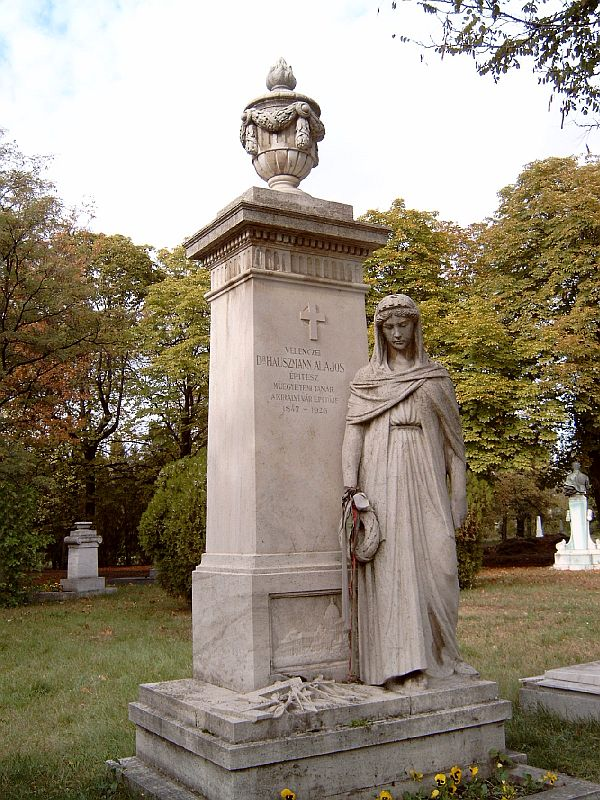
Tumba de Alajos Hauszmann en el cementerio de Kerepes (1-1-4/10) en Budapest. Obra del escultor Viktor Vass (1873-1955) y del arquitecto Dezső Hültl (1870-1946).

- 1881: Tervmagyarázat és indokolás a főv. közkórházak építési terveihez [Explicación y justificación de la idea principal para los planos de construcción de hospitales públicos]; s. n., Budapest, 1881[3]
- 1884: A Magyar Szent Korona országainak Vörös-kereszt Egylete által épitett Erzsébet Kórház leirása [Descripción del Hospital Isabel construido por la Sociedad de la Cruz Roja de los países de la Santa Corona de Hungría]; Khór és Wein Ny., Budapest, 1884.[3]
- 1897: A budapesti igazságügyi palota [El Palacio de Justicia de Budapest] (Magy. Mérnök és Építész Egyl. Közl.);
- 1900: A magyar királyi vár építésének története [Historia de la construcción del castillo real húngaro]; Pátria Ny., Budapest);
- 1904: Rektori beszéd [Discurso del rector]; Pesti Lloyd ny., Budapest);
- 1901: A budapesti igazságügyi palota [El Palacio de Justicia de Budapest]; láminas artísticas de Divald Károly; Pátria, Budapest;
- 1909: A kir. József műegyetem új otthona [La nueva sede de la Universidad Técnica rey José] (Magy. Mérnök és Építész Egyl. Közl.);
- 1909: A Magyar Királyi József Egyetem új épületei [Los nuevos edificios de la Real Universidad Húngara Jose] (Hornyánszky Nyomda, Budapest);
- 1912: A magyar királyi vár [El Castillo Real Húngaro (Budapest, 1912]; réplica de 2011);
- 1925: Budapest városának építészeti fejlődésének története [Historia del desarrollo arquitectónico de la ciudad de Budapest] (Akad. Ért.);
- 1997: Hauszmann Alajos naplója. Építész a századfordulón [Diario de Hauszmann Alajos. Arquitecto de finales del siglo XIX]; edición y notas de Seidl Ambrus; Gondolat, Budapest;
- 2015: Néhány szó a modern építészetről [Algunas palabras sobre la arquitectura moderna]; Lechner Tudásközpont, Budapest;